# 5418 Joyce
5418 Joyce è un asteroide della fascia principale. Scoperto nel 1981, presenta un'orbita caratterizzata da un semiasse maggiore pari a 2,9710475 UA e da un'eccentricità di 0,3095629, inclinata di 17,46072° rispetto all'eclittica.